# Municipio de Boon (Indiana)
El municipio de Boon (en inglés: Boon Township) es un municipio ubicado en el condado de Warrick en el estado estadounidense de Indiana. En el año 2010 tenía una población de 12755 habitantes y una densidad poblacional de 57,99 personas por km².

## Geografía
El municipio de Boon se encuentra ubicado en las coordenadas 38°2′26″N 87°16′54″O / 38.04056, -87.28167. Según la Oficina del Censo de los Estados Unidos, el municipio tiene una superficie total de 219.97 km², de la cual 216.13 km² corresponden a tierra firme y (1.74%) 3.84 km² es agua.

## Demografía
Según el censo de 2010, había 12755 personas residiendo en el municipio de Boon. La densidad de población era de 57,99 hab./km². De los 12755 habitantes, el municipio de Boon estaba compuesto por el 97.7% blancos, el 0.49% eran afroamericanos, el 0.2% eran amerindios, el 0.27% eran asiáticos, el 0.03% eran isleños del Pacífico, el 0.42% eran de otras razas y el 0.9% pertenecían a dos o más razas. Del total de la población el 1.08% eran hispanos o latinos de cualquier raza.